# Danh sách câu lạc bộ bóng đá ở Wallis và Futuna
Đây là danh sách các câu lạc bộ bóng đá ở Wallis và Futuna.
- Ahoa
- Alele
- Association Sportive Aka’aka
- Central Sport
- Falaleu
- Faletolu
- Fatima
- Fetuuao
- Galu
- Haafuasia
- Haatofo
- Halalo
- Jeunesse Sportive de Mua
- Kolesio
- Kolopopo
- Laione
- Liku
- Lomipeau
- Maile
- Mata Lose
- Mata'utu FC
- Mata'utu
- Nukuhione
- Pulotu
- Santé Sport
- Teesi
- Tepa
- Utufua
- Vaitupu
- Vaivevela

Bản mẫu:Bóng đá Wallis và Futuna